# Arcidiocesi di Tiro

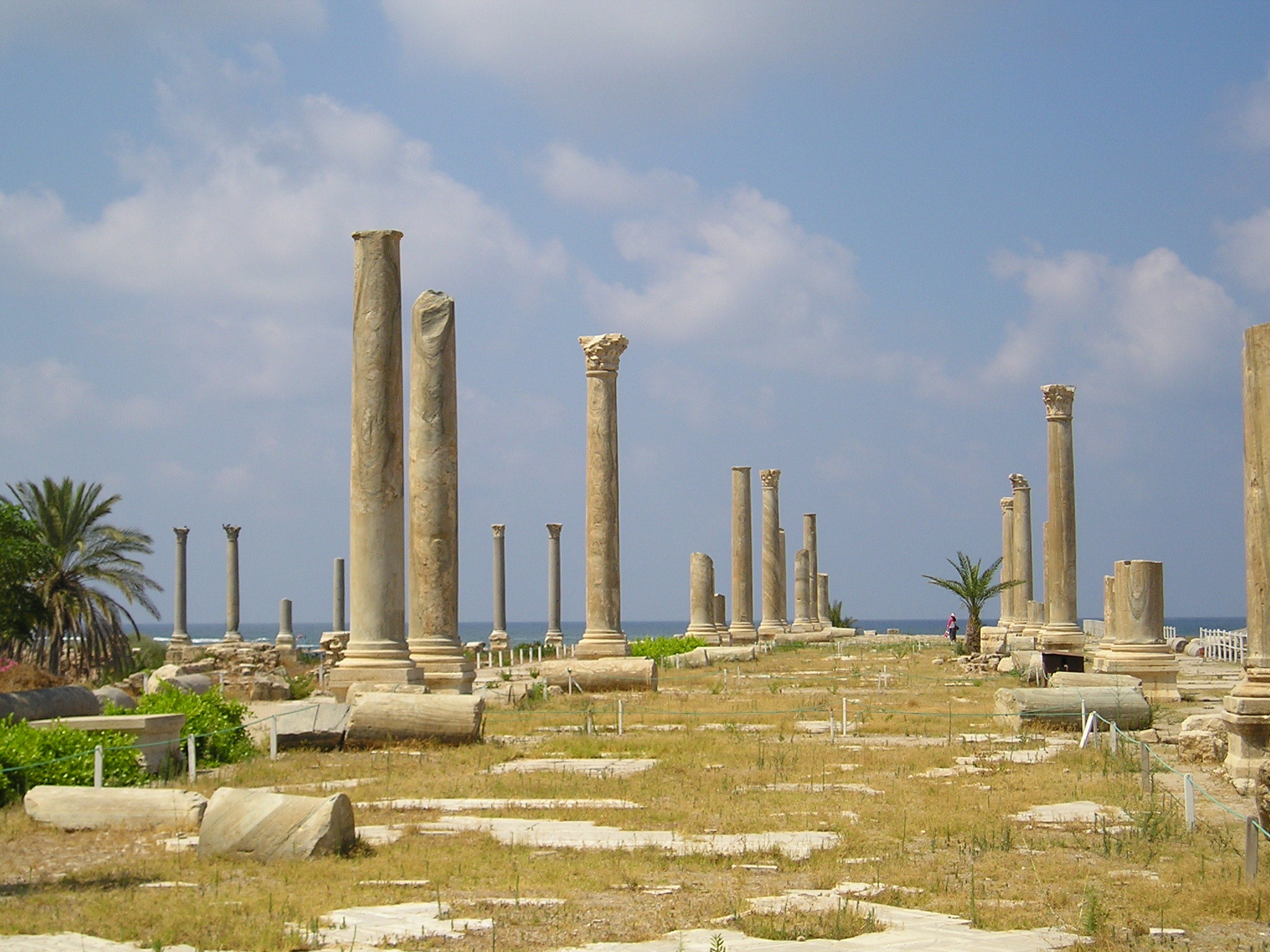
Il sito archeologico di Tiro.

L'arcidiocesi di Tiro (in latino Archidioecesis Tyrensis) è una sede soppressa e sede titolare della Chiesa cattolica. Nel Medioevo, durante l'epoca delle Crociate, fu una delle quattro arcidiocesi della Chiesa cattolica facenti capo al patriarcato di Gerusalemme dei Latini, nel regno crociato di Gerusalemme.

## Storia

### Arcidiocesi greca
Tiro fu una sede metropolitana e capoluogo della provincia romana della Fenicia Prima nella diocesi civile di Oriente e nel patriarcato di Antiochia.
Tiro fu sede di una delle più antiche comunità cristiane, risalente agli albori del cristianesimo. È menzionata nei vangeli all'interno di un proverbio citato dallo stesso Gesù (Matteo 11,21); secondo la testimonianza di Luca (6,17), alla predicazione di Gesù erano presenti anche dei fedeli provenienti dal litorale di Tiro e di Sidone; e lo stesso Gesù si recò nella regione di Tiro e Sidone per operare dei miracoli (Marco 7,24-31).
Ben presto si formò a Tiro una comunità cristiana, che venne visitata da san Paolo (Atti degli Apostoli 21,3-7) nel suo ultimo viaggio verso Gerusalemme prima dell'arresto. Il Vetus Martyrologium Romanum ricorda diversi santi e martiri di Tiro: il vescovo Tiranno e altri numerosi martiri (20 febbraio), san Vulpiano (3 aprile), san Doroteo (5 giugno), il vescovo Metodio (18 settembre).
Il primo vescovo documentato di Tiro è Cassio, che, secondo la testimonianza di Eusebio di Cesarea, verso la fine del II secolo (circa 190) prese parte al concilio palestinese che discusse la questione della data della festa pasquale. Sono oltre venti i vescovi conosciuti di Tiro nel primo millennio cristiano.
Nella Notitia antiochena, attribuita al patriarca Anastasio I nella seconda metà del VI secolo, Tiro occupa il 1º posto fra le metropolie del patriarcato di Antiochia, con 13 diocesi suffraganee: Porfireone, Arca, Tolemaide, Sidone, Sarepta, Biblo, Botri, Ortosia, Arado, Antarado, Paneas, Raclea e Tripoli.
Dopo il Grande Scisma tra Roma e Costantinopoli del 1054, Tiro seguì le sorti della Chiesa cristiana ortodossa, rompendo la comunione con la Santa Sede.
La sede esiste ancora oggi ed è una metropolia del patriarcato greco-ortodosso di Antiochia, con il nome di metropolia di Tiro e Sidone.

### Arcidiocesi latina
In epoca crociata gli eserciti occidentali conquistarono Tiro istituendo una sede di rito latino, mentre il vescovo ortodosso fuggiva a Costantinopoli. Nel 1122 Eudes fu nominato primo arcivescovo latino di Tiro, ma morì due anni dopo mentre i Crociati stavano ancora assediando la città; il suo successore, Guglielmo (William), era di origine inglese. Il più noto arcivescovo di Tiro fu lo storico Guglielmo, in carica dal 1175 al 1185.
Tiro era parte del Regno di Gerusalemme, a differenza del più settentrionale principato di Antiochia che ne era separato, e la nuova arcidiocesi, in violazione del diritto canonico antico, fu assoggettata al Patriarca latino di Gerusalemme, nacque così una controversia con il Patriarca latino di Antiochia che fu sottoposta al tribunale di papa Innocenzo II, che decise in favore del Patriarca di Gerusalemme in virtù di un decreto con il quale il suo predecessore Pasquale II aveva concesso al re Baldovino il diritto di sottoporre a Gerusalemme tutte le sedi episcopali conquistate ai musulmani.
Di conseguenza, due lettere di Innocenzo II obbligarono l'arcivescovo di Tiro a sottomettersi alla giurisdizione di Gerusalemme insieme con i suoi suffraganei.
Suffraganei dell'arcivescovo di Tiro erano i sei vescovi di Tripoli, Tortosa (o Antaradus), Biblo, Beyrut, Sidone, e Ptolemais. Più tardi, quando le città di Tripoli, Tortosa, e Biblo passarono al Principe d'Antiochia, anche i loro vescovi si assoggettarono al Patriarca latino di Antiochia.
Durante la dominazione crociata la comunità cristiana di Tiro crebbe e la città conobbe un periodo di rinascita economica.
Nel 1187 Tiro fu l'unica città che rimase in mano ai Crociati dopo l'invasione di Saladino e ad un certo punto, quando i Crociati non riuscirono a riconquistare Gerusalemme, fu considerata la nuova capitale del Regno.
Anche quando San Giovanni d'Acri divenne la nuova capitale Tiro rimase il luogo dove veniva incoronato il re,  e l'arcivescovo ebbe la responsabilità di officiare e santificare l'incoronazione.
A cominciare dal Sultano Baybars nel 1254, i leader islamici dichiararono il jihād contro i Crociati e lentamente sterminarono le comunità cristiane sulla costa.
Gli ultimi arcivescovi, Giovanni e Bonacourt, si dedicarono a prevenire la conquista da parte dei Mamelucchi, tentare di ottenere la libertà degli schiavi cristiani, curare i rifugiati e preparare la città al prossimo assalto.
Nel 1291 la città fu conquistata dai Mamelucchi dopo un lungo assedio, la popolazione era già stata in gran parte evacuata, ma coloro che erano rimasti furono uccisi o resi schiavi mentre cattedrali e chiese furono abbattute. 
L'arcivescovo, su ordine del papa, lasciò la città l'8 ottobre 1294 e da allora quella di Tiro divenne una sede arcivescovile titolare. Poco dopo il titolo arcivescovile venne infatti unito a quello dell'arcidiocesi di Oristano per circa un secolo. Dal 1616 al 1705 la sede fu assegnata al "Cappellano ed elemosiniere maggiore di Sua Maestà" il Re di Spagna (Capellán y Limosnero Mayor de Su Majestad), che era anche patriarca delle Indie occidentali. La sede è vacante dal 31 maggio 1984.

## Cronotassi

### Arcivescovi greci
- Cassio † (fine II secolo)
- Marino † (circa 250)
- San Tirannio † (martire all'epoca di Diocleziano)
- San Metodio ? † [8]
- Paolino † (? - circa 323 nominato patriarca di Antiochia)
- Zeno I † (menzionato nel 325)
- Paolo † (menzionato nel 335)
  - Vitale † (menzionato nel 344) (vescovo ariano)
  - Uranio † (menzionato nel 359) (vescovo ariano)
- San Doroteo I † (? - circa 363)[9]
- Zeno II † (prima del 366 - 381)
- Diodoro † (381 - ?)
- Reverenzio †
- Ciro † (? - 431 deposto)[10]
- Beroniciano † (431 - ?)
  - Ireneo † (prima del 445[11] - 448 deposto) (vescovo nestoriano)
- Fozio † (settembre 448 - dopo il 451)
- Doroteo II † (menzionato nel 458)
- Longino † (menzionato nel 478)[12]
- Giovanni Codonato † (prima del 482 - circa 488 nominato patriarca di Antiochia)
- Teodoro † (VI secolo)[13]
- Epifanio † (prima del 512[14] - dopo il 518[15])
- Eusebio † (menzionato nel 553)
- Giovanni † (menzionato nel 555)[16]
- Anastasio † (menzionato nel 785/6 o nell'801/2)[17]
- Tommaso † (prima dell'869 - dopo l'879)
- Basilio † (X/XI secolo)[18]
- Daniele † (XI secolo)[19]

### Arcivescovi latini
- Eudes † (1122 - 1124 deceduto)
- Guglielmo I †  (1127 - 1130)
- Fulcherio † (1130 - 25 gennaio 1146 nominato patriarca di Gerusalemme)
  - Raoul † (1146[20]) (vescovo eletto)
- Pietro di Barcellona † (1146 - 1º marzo 1163 deceduto)
- Federico † (1163 - 30 ottobre 1173 deceduto)
- Guglielmo II † (1174 - 1186 deceduto)
- Ioscio † (circa 1186 - circa 1198)
- Clérembaut de Broyes † (1203 eletto - prima del 1215 deceduto)[21]
- Simon de Maugastel † (prima dell'11 agosto 1216 - 1227)
- Ugo † (menzionato il 16 febbraio 1232)
- Pietro di Sergines, O.S.A. † (prima del 16 dicembre 1235 - dopo il 1244)
- Nicola Lercari † (circa 1250[22][23] - 1253 deceduto)
- Gilles † (1253/1254 - prima del 16 giugno 1266 deceduto)
- Giovanni, O.P. † (17 settembre 1267 - circa ottobre 1272 deceduto)
- Bonacourt, O.P. † (1272 eletto - 1290 ?)

### Arcivescovi titolari
- Francesco † (? deceduto)
- Biagio † (1º aprile 1384 - ?)
  - Onorato † (? deceduto) (vescovo eletto)
- Guglielmo di San Nicola, O.P. † (6 giugno 1384 - 1384 dimesso)
- Guglielmo Reginaldelli, O.F.M. † (26 agosto 1387 - ?)
- Nicola † (? deceduto)
- Bérenger Guilhot † (14 febbraio 1425 - ? deceduto)
- Pierre de Beraytz, O.F.M. † (17 giugno 1429 - ? deceduto)
- Philippe de Lévis † (1º aprile 1454 - ?)
- Suero Doca, O.Cist. † (circa 1500 - 1509 deceduto)
- Francesco Barbaro † (17 ottobre 1585 - 3 ottobre 1593 succeduto patriarca di Aquileia)
- Ermolao Barbaro (12 febbraio 1596 - aprile 1616 succeduto patriarca di Aquileia)
- Diego Guzmán de Haros † (18 aprile 1616 - 15 settembre 1625 nominato arcivescovo di Siviglia)
- Alfonso Perez de Guzmán † (1º dicembre 1625 - prima del 15 dicembre 1670 deceduto)
- Antonio Manrique de Guzmán † (15 dicembre 1670 - 26 febbraio 1679 deceduto)
- Antonio de Benavides y Bazan † (10 aprile 1679 - 22 gennaio 1691 deceduto)
- Pedro Portocarrero y Guzmán † (27 agosto 1691 - 21 gennaio 1708 deceduto)
- Giovanni Battista Altieri † (12 giugno 1724 - 11 settembre 1724 creato cardinale)
- Giovanni di Lerma † (20 marzo 1725 - 1º novembre 1741 deceduto)
- Giovanni Andrea Tria † (20 dicembre 1741 - 16 gennaio 1761 deceduto)
- Ottavio Antonio Baiardi † (16 febbraio 1761 - 7 marzo 1764 deceduto)
- Giuseppe Simone Assemani † (1º dicembre 1766 - 13 gennaio 1768 deceduto)
- Innocenzo Conti † (18 dicembre 1769 - 19 aprile 1773 creato cardinale)
- Vincenzo Ranuzzi † (11 settembre 1775 - 14 febbraio 1785 nominato arcivescovo, titolo personale, di Ancona e Numana)
- Annibale della Genga † (21 febbraio 1794 - 8 marzo 1816 nominato arcivescovo, titolo personale, di Senigallia, poi eletto papa con il nome di Leone XII)
- Giacomo Giustiniani † (14 aprile 1817 - 13 marzo 1826 nominato arcivescovo, titolo personale, di Imola)
- Carlo Giuseppe d'Argenteau † (2 ottobre 1826 - 16 novembre 1879 deceduto)
- Domenico Maria Jacobini † (4 agosto 1881 - 22 giugno 1896 nominato cardinale presbitero dei Santi Marcellino e Pietro)
- Victor-Jean-Joseph-Marie van den Branden de Reeth † (4 dicembre 1897 - 27 febbraio 1909 deceduto)
- Franz Xaver Nagl † (19 gennaio 1910 - 5 agosto 1911 succeduto arcivescovo di Vienna)
- Vittorio Amedeo Ranuzzi de' Bianchi † (27 novembre 1911 - 4 dicembre 1916 nominato cardinale presbitero di Santa Prisca)
- Rodolfo Caroli † (8 maggio 1917 - 25 gennaio 1921 deceduto)
- Pietro Benedetti † (10 marzo 1921 - 7 settembre 1930 deceduto)
- Egidio Lari † (1º giugno 1931 - 17 novembre 1965 deceduto)
- Bruno Wüstenberg † (24 ottobre 1966 - 31 maggio 1984 deceduto)